# Robert Lechner
Robert Lechner (Bruckmühl, 22 de janeiro de 1967) é um ex-ciclista de pista alemão que conquistou a medalha de bronze na prova de contrarrelógio (1 000 m) nos Jogos Olímpicos de 1988, em Seul, onde representou a Alemanha Ocidental.